# Michael Cooper (calciatore)
Michael John Cooper (Exeter, 8 ottobre 1999) è un calciatore inglese, portiere dello Sheffield Utd.

## Carriera
È cresciuto nel settore giovanile del Plymouth ed ha debuttato in prima squadra il 17 ottobre 2017 sostituendo l'infortunato Kyle Letheren nel secondo tempo dell'incontro di Football League One pareggiato 1-1 contro il Blackburn. L'8 marzo dell'anno successivo ha firmato il suo primo contratto professionistico.
In seguito alla cessione di Alex Palmer al termine della stagione 2019-2020, è stato nominato nuovo portiere titolare del club. Nella stagione 2020-2021 è stato nominato miglior portiere del campionato ed ha vinto il Golden Glove per il maggior numero di partite senza subire reti, ed in quella successiva ha bissato la presenza nell'11 ideale dal campionato conquistando anche il campionato con conseguente promozione in Championship.
Il 15 agosto 2024, dopo 7 stagioni con il club biancoverde in cui ha collezionato 161 presenze, è passato a titolo definitivo allo Sheffield Utd.

## Statistiche

### Presenze e reti nei club
Statistiche aggiornate al 15 febbraio 2025.
| Stagione        | Squadra         | Campionato      | Campionato | Campionato | Coppe nazionali | Coppe nazionali | Coppe nazionali | Coppe continentali | Coppe continentali | Coppe continentali | Altre coppe | Altre coppe | Altre coppe | Totale | Totale | Totale |
| Stagione        | Squadra         | Comp            | Pres       | Reti       | Comp            | Pres            | Reti            | Comp               | Pres               | Reti               | Comp        | Pres        | Reti        | Pres   | Reti   |        |
| --------------- | --------------- | --------------- | ---------- | ---------- | --------------- | --------------- | --------------- | ------------------ | ------------------ | ------------------ | ----------- | ----------- | ----------- | ------ | ------ | ------ |
| 2017-2018       | Plymouth        | FL1             | 1          | 0          | FACup+CdL       | 0               | 0               | -                  | -                  | -                  | FLT         | 0           | 0           | 1      | 0      |        |
| 2018-2019       | Plymouth        | FL1             | 1          | 0          | FACup+CdL       | 0               | 0               | -                  | -                  | -                  | FLT         | 1           | -5          | 2      | -5     |        |
| 2019-2020       | Plymouth        | FL2             | 0          | 0          | FACup+CdL       | 0+2             | 0, -4           | -                  | -                  | -                  | FLT         | 2           | -1          | 4      | -5     |        |
| 2020-2021       | Plymouth        | FL1             | 46         | -79        | FACup+CdL       | 4+2             | -4, -5          | -                  | -                  | -                  | FLT         | 0           | 0           | 52     | -88    |        |
| 2021-2022       | Plymouth        | FL1             | 46         | -48        | FACup+CdL       | 5+1             | -3, 0           | -                  | -                  | -                  | FLT         | 0           | 0           | 52     | -51    |        |
| 2022-2023       | Plymouth        | FL1             | 29         | -30        | FACup+CdL       | 1+1             | -5, -2          | -                  | -                  | -                  | FLT         | 0           | 0           | 31     | -37    |        |
| 2023-2024       | Plymouth        | FLC             | 19         | -24        | FACup+CdL       | 0               | 0               | -                  | -                  | -                  | -           | -           | -           | 19     | -24    |        |
| Totale Plymouth | Totale Plymouth | Totale Plymouth | 142        | -181       |                 | 16              | -23             |                    | -                  | -                  |             | 3           | -6          | 161    | -210   |        |
| 2024-2025       | Sheffield Utd   | FLC             | 31         | -21        | FACup+CdL       | 0               | 0               | -                  | -                  | -                  | -           | -           | -           | 31     | -21    |        |
| Totale carriera | Totale carriera | Totale carriera | 173        | -202       |                 | 16              | -23             |                    | -                  | -                  |             | 3           | -6          | 192    | -231   |        |

## Palmarès

### Club

#### Competizioni nazionali
- Football League One: 1

Plymouth: 2022-2023

### Individuali
- Golden Glove della Football League One: 1

2021-2022
- Squadra dell'anno di Football League One: 2

2021-2022, 2022-2023